# Арабский легион

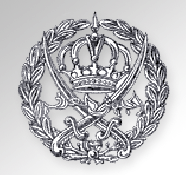

Арабский Легион (араб. الجيش العربي‎ аль-Джейш аль-Араби, букв. Арабская армия; англ. Arab Legion) — название регулярной армии Трансиордании и Иордании в 1920—1956 годах.

## Создание

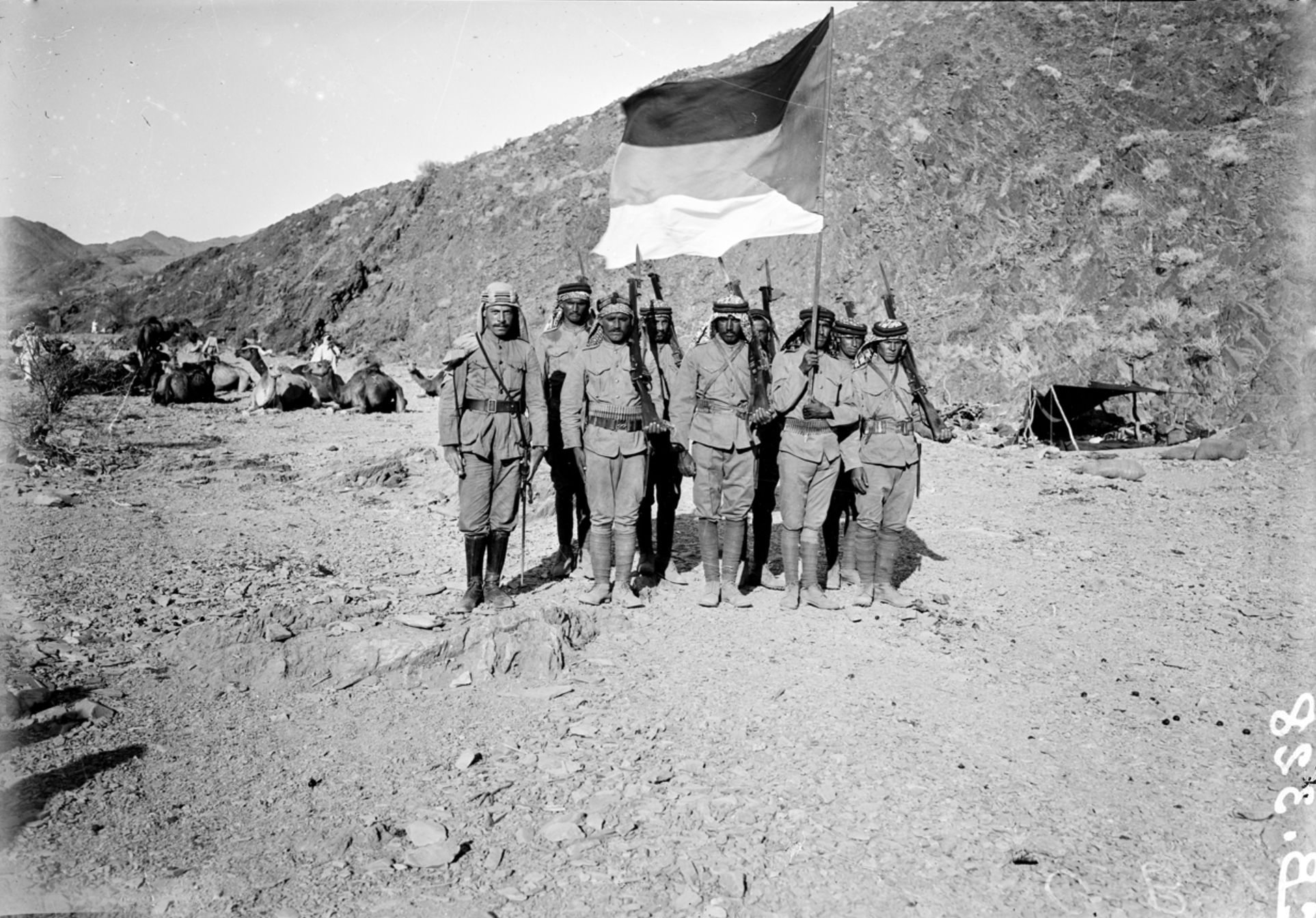
Арабские военнослужащие в 1916 году.

В октябре 1920 года Великобритания сформировала вооружённую группу из 150 человек, названную «Мобильными силами», под командованием капитана Фредерика Пика, чтобы защитить территорию от внутренних и внешних угроз. Вскоре эта группа была расширена до 1 000 человек. Были завербованы арабы, которые служили в армии Османской империи.
22 октября 1923 года «Мобильные силы» и подразделения полиции слились в одну организационную единицу, находящуюся под руководством Пика. Новая военизированная организация получила название Аль-Джейш аль-Араби («Арабская армия»), но по-английски его называли Арабским легионом. Он финансировался Великобританией, и руководили им британские офицеры. Его функцией была защита правопорядка в Трансиордании, а также охрана важной дороги Иерусалим-Амман.
1 апреля 1926 года на основе Арабского легиона было создано подразделение Трансиорданской пограничной службы. В него входило всего 150 человек, и они дислоцировались вдоль важнейших путей в Трансиордании. В этот период силы Арабского легиона были сокращены до 900 человек, у которых отняли оружие и артиллерию, и из их состава были выведены подразделения связи.
В 1939 году Джон Баггот Глабб, известный как Глабб-паша, возглавил Арабский легион и превратил его в лучшую арабскую армию на тот момент.

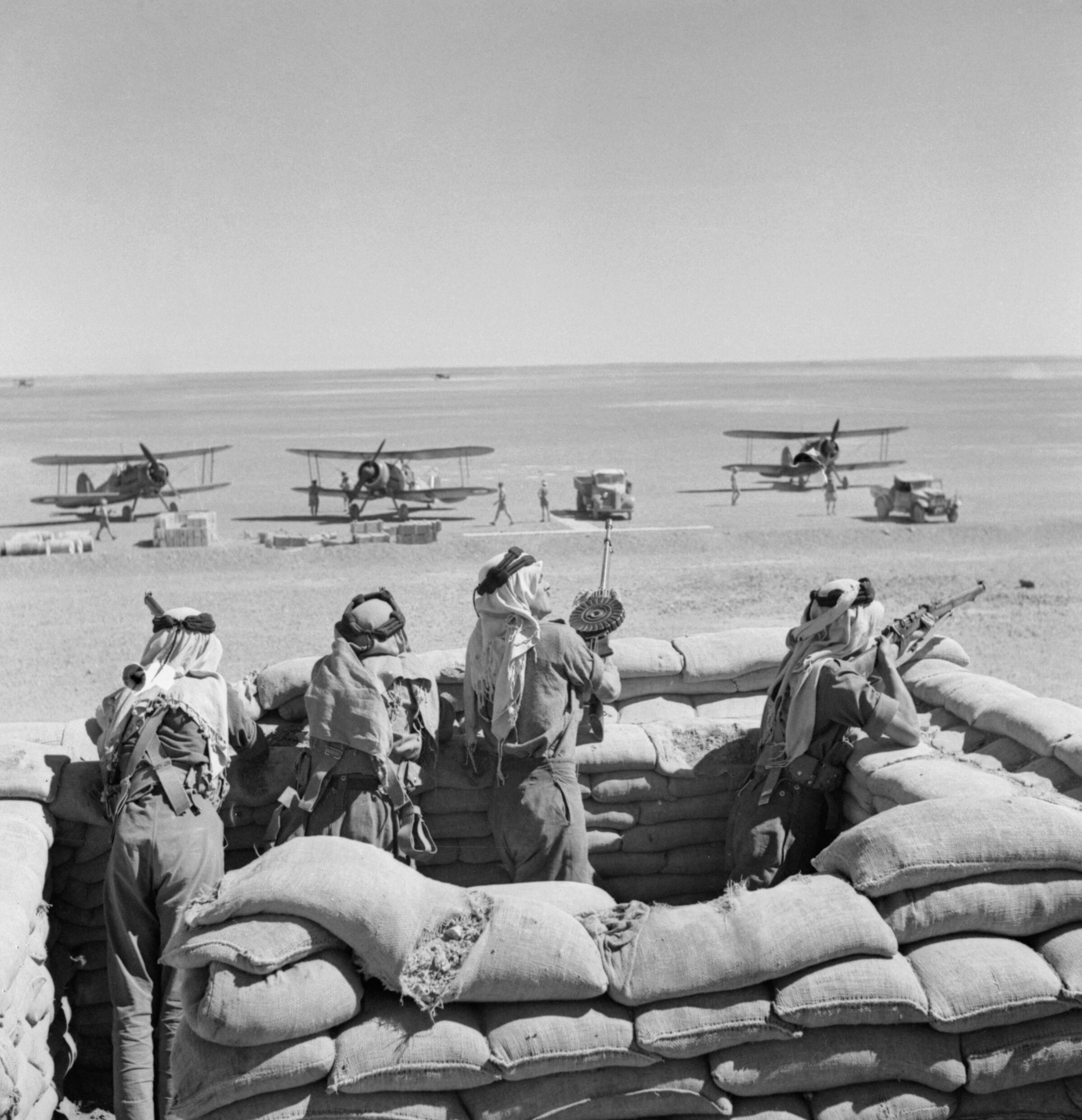
Военнослужащие арабского легиона в англо-иракской войне, 1941 год.

## Во время Второй мировой войны
Во Второй мировой войне Арабский легион принял участие на ближневосточном театре военных действий на стороне союзников против стран оси. К тому времени силы выросли до 1 600 человек.
Отряды «Арабского легиона» Глабба в 1941 году подавили антианглийское восстание, поднятое в Ираке арабскими националистами и поддержанное Германией и вишистской французской администрацией Сирии (в боях в Ираке против англичан и трансиорданцев принимала участие немецкая авиация).

## Участие в арабо-израильской войне 1947—1949 годов
Легион принял активное участие в Арабо-израильской войне 1947—1949 годов. Войска Арабского легиона Глабба были первыми, выступившими против израильтян и начавшими военные действия в Палестине.
Это были также единственные боевые части на арабской стороне, не уступавшие израильским войскам по боевым качествам. Тогда в состав Арабского легиона входили свыше 6 тысяч солдат. 4 500 из них входили в состав четырёх бригад, а остальные — в состав семи полков, не включая вспомогательных сил.

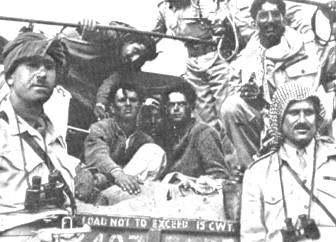
Один из командующих Арабским легионом Абдулла эль-Телль (крайний справа) с капитаном Хикматом Михьяром (крайний слева) позируют на фоне еврейских военнопленных после падения Кфар-Эциона

За несколько дней до начала войны Арабский легион устроил резню в еврейском религиозном киббуце Кфар-Эцион. Легион блокировал дорогу на Иерусалим в районе Латруна. 28 мая 1948 года силами легиона был захвачен Еврейский квартал Старого города Иерусалима, откуда были изгнаны местные жители, а затем солдаты легиона приняли участие в разрушении синагог «Тиферет Исраэль» (англ. Tiferet Yisrael Synagogue) и «Хурва» из десятков синагог, разрушенных ими в Старом городе. Легионеры отвечали за защиту территории Иудеи и Самарии (Западный берег реки Иордан). В частности, 1-я бригада оперировала в регионе Наблуса, 2-я бригада наступала на Рамаллу.
Подразделения Арабского легиона приняли участие в нескольких боях с силами Пальмаха и ЦАХАЛа:
- Резня в Кфар-Эцион — 10 — 13 мая 1948 года.
- Бои под Латруном — 20 мая — 18 июля 1948 года.
- Сражение за Иерусалим — 17 мая — 18 июля 1948 года.

9 февраля 1948 года Трансиорданская пограничная служба, насчитывающая 3000 человек, была вновь включена в состав Арабского легиона, и таким образом, к концу 1949 года силы легиона насчитывали свыше 10 000 человек. Они были дислоцированы на границе длиной 160 километров, а после вывода иракских войск, длина границы выросла в четыре раза.

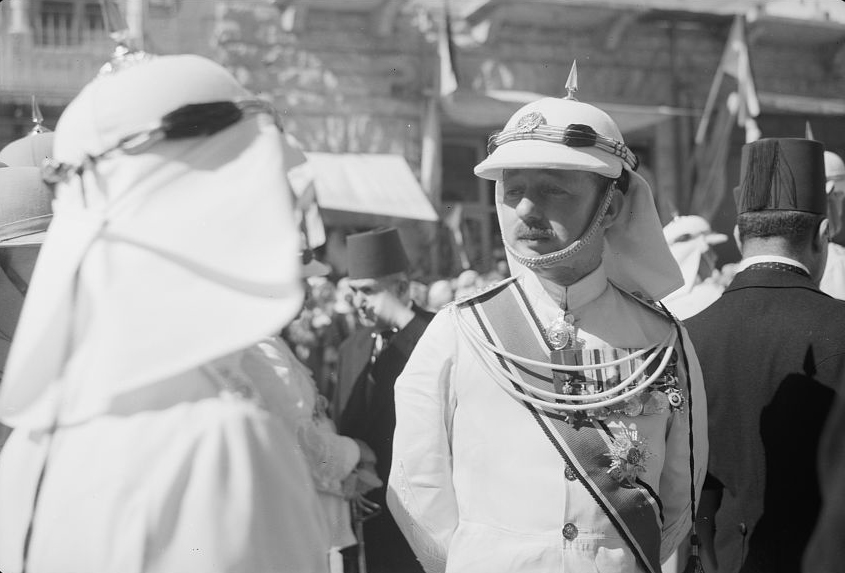
Командующий АЛ генерал Д. Б. Глабб в Омане, 1940 год.

## Участие в Шестидневной войне 1967 года
1 марта 1956 года Глабб-паша был уволен со службы иорданским королём Хусейном, и вернулся в Англию, а премьер-министр Иордании Сулайман аль-Набульси включил легион во вновь созданную Иорданскую армию.
В её составе солдаты Легиона приняли активное участие в Шестидневной войне, где они вели в частности оборону Восточного Иерусалима от наступающих израильских войск.

## Изображения
- Glubb Pasha on the right with King Abdullah in the middle
- The Desert Patrol